# Eleonora Witte
Eleonora Witte, född 1726, död 24 juli 1783 i Maria Magdalena församling, Stockholm, var en svensk hovsångerska (sopran).

## Biografi
Witte var dotter till hovkapellisten Gustaf Witte (1681–1758) och Christina Sieverts samt syster till Hedvig Witte. Hon ansågs vara en framstående vokalist och medverkade som sopran vid Hovkapellet. Hon utmärkte sig då hon som "hovkapellsångerska" framförde ett sångparti av Johan Helmich Roman vid kung Fredrik I:s begravning år 1751 tillsammans med Cecilia Elisabeth Würzer. Det finns dock inte dokumenterat att hon någonsin var fast anställd vid Hovkapellet. Hon dog ogift.